# Balloon Race (Plopsaland Belgium)
Balloon Race is een attractie in het Belgische attractiepark Plopsaland Belgium en opende in het najaar van 2000. De attractie ligt op het Kermisplein en staat in thema van Samson en Gert.
Bezoekers nemen plaats in een van de acht ballonnen die elk plaats bieden aan vier personen. Kinderen kleiner dan 1 meter 20 moeten begeleid worden door een persoon vanaf 15 jaar.
De attractie is een luchtballonnencarrousel van het type Balloon Race van de Italiaanse constructeur Zamperla. De armen waaraan de ballonen gevestigd zijn draaien rond en vervolgens gaan ze omhoog op een paal die licht gekanteld is. 

## Geschiedenis
De Balloon Race werd gebouwd in 1986 voor een Zwitserse kermisexploitant. Hij reisde rond op de Zwitserse kermissen tot en met 2000, dan werd de attractie aan Plopsa verkocht.
De Balloon Race opende eerst in het najaar van 2000 en stond aanvankelijk op het Dorpsplein, waar zich momenteel de Dansende Fonteinen bevinden. Voor het seizoen van 2001 werd de attractie verhuisd naar de voormalige locatie van de Stuntpiloot op het Kermisplein, tussen de Wienerwalz en horecapunt Fred Kroket. Oorspronkelijk had de de attractie een rode kleur. Op de armen waaraan de ballonnen gevestigd zijn en op de ton in het midden van de attractie waren lichtjes gevestigd. Na verloop van tijd werd de attractie in het blauw herschilderd en werden de lampjes op de armen en in het midden verwijderd.
Met de verhuis van de Carrousel naar het Dorpsplein voor het seizoen van 2008 nam de Balloon Race de plaats van de Carrousel in. Deze plaats was tussen de ingang van het Groot Theater (tegenwoordig Wickieland) en De Brandweer (tegenwoordig Carrousel).
Na het seizoen van 2010 werd de Balloon Race voor een laatste keer verplaatst, terug naar zijn voormalige plaats tussen de Wienerwalz en Fred Kroket.
Uit de eerste bouwplannen voor Circus Bumba in 2019 bleek dat de Balloon Race verwijderd zou worden om plaats te maken voor de verhuis van de Carrousel. Uiteindelijk werd door omstandigheden besloten om de Balloon Race te behouden en in plaats daarvan De Brandweer te verwijderen.

## Trivia
- In het Duitse zusterpark Holiday Park bevindt zich sinds 1993 een groter model van de Balloon Race van Zamperla met 12 ballonnen in plaats van 8.

Afbeeldingen